# Klara Lindell
Klara Lindell, född 1985 i Stockholm, är en svensk översättare av engelskspråkig litteratur. Lindell har översatt verk av bland andra A.J. Finn, Tana French, Sophie Kinsella, Joyce Carol Oates och Sally Rooney.